# Dismorphia
Dismorphia es un género de mariposas de la familia Pieridae, subfamilia Dismorphiinae. Las especies de este género y sus subespecies se distribuyen por varios países de América del Sur y América Central (México, Brasil, Bolivia, Ecuador, Venezuela, Perú, Honduras, Guatemala, Argentina, Costa Rica, El Salvador, Cuba, Nicaragua, Antillas, Guyana, Guayana Francesa  y Panamá).

## Diversidad
Existen 31 especies reconocidas en el género, 30 de ellas tienen distribución neotropical.

## Plantas hospederas
Las especies del género Dismorphia se alimentan de plantas de la familia Fabaceae. Las plantas hospederas reportadas incluyen los géneros Inga, Acacia, Mimosa, Pithecellobium, Zygia y Cojoba.

## Especies
- Dismorphia altis (Fassl, 1910)
- Dismorphia amphione (Cramer, 1779)
  - Dismorphia amphione isolda
  - Dismorphia amphione lupita
- Dismorphia arcadia (C. Felder & R. Felder, 1862)
- Dismorphia astyocha (Hübner, 1831)
- Dismorphia boliviana (Forster, 1955)
- Dismorphia crisia (Drury, 1782)
- Dismorphia cubana (Herrich-Schäffer, 1862)
- Dismorphia eunoe (Doubleday, 1844)
  - Dismorphia eunoe chamula
  - Dismorphia eunoe eunoe
  - Dismorphia eunoe popoluca
- Dismorphia hyposticta (C. Felder & R. Felder, 1861)
- Dismorphia laja (Cramer, 1779)
- Dismorphia lelex (Hewitson, 1869)
- Dismorphia lewyi (Lucas, 1852)
- Dismorphia lua (Hewitson, 1869)
- Dismorphia lycosura (Hewitson, 1860)
- Dismorphia lygdamis (Hewitson, 1869)
- Dismorphia lysis (Hewitson, 1869)
- Dismorphia medora (Doubleday, 1844)
- Dismorphia medorilla (Hewitson, 1877)
- Dismorphia melia (Godart, 1824)
- Dismorphia mirandola (Hewitson, 1878)
- Dismorphia niepelti (Weymer, 1909)
- Dismorphia pseudolewyi (Forster, 1955)
- Dismorphia spio (Godart, 1819)
- Dismorphia teresa (Hewitson, 1869)
- Dismorphia thermesia (Godart, 1819)
- Dismorphia thermesina (Hopffer, 1874)
- Dismorphia theucharila (Doubleday, 1848)
- Dismorphia zaela (Hewitson, 1858)
- Dismorphia zathoe (Hewitson, 1858)